# Escuela primaria de Dorćol
La Escuela Primaria de Dorćol está situada en Belgrado, en la calle Cara Dušana 23, y tiene estatus de monumento.

## Arquitectura
La Escuela Primaria de Dorćol fue construida en 1893 según el proyecto del arquitecto Milan Kapetanović en el estilo académico del siglo XIX. De acuerdo con las reglas sobre la construcción de escuelas y mobiliario escolar en 1881, el edificio se compuso como un edificio de esquina y es una de las primeras escuelas de Belgrado que fueron especiales, modernas e higiénicas en términos de construcción, erigidas en su conjunto. El edificio cumplía todas las condiciones para el funcionamiento de tal institución, desde el uso de materiales de construcción hasta la disposición de las salas, su tamaño e iluminación. Fue diseñado con una planta baja y dos pisos. El autor formó tres fachadas. Las dos que se encuentran son simétricas, de igual número y disposición de las aberturas de las ventanas con entrada acentuada, balcón y mirador según un eje de simetría de ambas fachadas que se derivan en estilo neorrenacentista. La escuela tiene un sótano, planta baja y primer piso, con dieciséis aulas. 
Fue construida de ladrillo en mortero de cal, con estructuras de madera, excepto en el sótano donde hay bóvedas de poca profundidad. La comunicación vertical se realiza en cada ala con una escalera. La escuela representó el modelo para toda la futura construcción de escuelas en Serbia, en términos de la clasificación europea alcanzada de programas y diseño, lo que se refleja en una serie de innovaciones, de carácter constructivo y de diseño, y en el equipamiento de todas las instalaciones y servicios (gimnasio, piscina, vestuarios, auditorio) también, hasta entonces desconocido en las escuelas primarias de Serbia. Hasta 1927, la Escuela Elemental Dorćol era conocida como la Escuela Elemental Real Serbia; más tarde fue la Escuela Técnica para el Procesamiento de la Madera, la Decoración de Interiores y la Arquitectura Paisajística. Kapetanović también trabajó en un ejemplo similar de un edificio público para la lotería de la clase estatal. Milán Kapetanović trabajó mucho en el campo de la arquitectura residencial de Belgrado.